# Pavol Penksa
Pavol Penksa (Igló, 1985. november 7. –) szlovák labdarúgó.

## Pályafutása
Pavol Penksa szülővárosának csapatában kezdte karrierjét. 2006 nyaráig több csapatnál is megfordult, védett osztrák, szlovák és cseh csapatokban is. 2006 nyarán a szlovák élvonalbeli MFK Ružomberok csapatához igazolt. A következő szezonban kölcsönadták a szlovák harmadosztályba. A kölcsönből visszatérve 2011-ig volt a csapat tagja, de az ott eltöltött 4 szezon alatt mindössze 26 tétmérkőzésen kapott lehetőséget. A 2011-2012-es szezonban már Cipruson játszott, az újonc Anagenniszi Derinia csapatában. A ciprusi kiscsapat a szezon végén kiesett az élvonalból.
2012 nyarán a ZTE FC hívta próbajátékra, amelynek során pozitív benyomást tett a szakvezetőkre. Ezt követően írta alá 2014. június 30-ig szóló szerződését.